# Оконешніковський район
Оконешніковський район (рос. Оконешниковский район) — муніципальне утворення у Омській області.

## Адміністративний устрій
- Оконешніковське міське поселення
- Андріївське сільське поселення
- Золотонивське сільське поселення
- Красовське сільське поселення
- Крестинське сільське поселення
- Куломзінське сільське поселення
- Любимовське сільське поселення
- Сергіївське сільське поселення(інші мови)
- Чистовське сільське поселення